# Dameanița, Blagoevgrad
Dameanița (în bulgară Дамяница) este un sat în comuna Sandanski, regiunea Blagoevgrad,  Bulgaria. 

## Demografie
Componența etnică a satului Dameanița
     Romi (8%)
     Bulgari (89,93%)
     Nicio identificare (1,67%)
     Altele (0,38%)
La recensământul din 2011, populația satului Dameanița era de 1.312 locuitori. Din punct de vedere etnic, majoritatea locuitorilor (89,93%) erau bulgari, cu o minoritate de romi (8,0%). Pentru 1,67% din locuitori nu este cunoscută apartenența etnică.